# TLR6
TLR6‏ (Toll like receptor 6) هوَ بروتين يُشَفر بواسطة جين TLR6 في الإنسان.